# 萌えいづる
『萌えいづる』（もえいづる）は、日本の小説家花房観音による官能小説。
2013年8月15日に実業之日本社〈実業之日本社文庫〉より刊行された。カバーデザインは、鈴木正道（Suzuki Design）が手がけている。カバーイラストは、池永康晟「血痕」（部分）。小説家の大崎善生は、「本作を読んで、だんだん上品になってきている、と思った。技術的なことももちろんながら、作家として精神的に安定してきた感がある」と評価している。本書の発刊に合わせて、『寂花の雫』には、池永康晟による画を使った全面帯が付けられた。

## あらすじ

### 序
〈私〉は時折、『平家物語』ゆかりの寺に足を運ぶ。その寺には、参拝客がそれぞれの想いをつづっているノートがあった。

### 第1話 そこびえ――祇園女御塚
真葛は、京都の六波羅にあるマンションに弓彦と2人で住んでいる。真葛は、大学3回生のときに、雪村と知り合う。やがて真葛は、雪村に誘われて彼の会社で事務員として働くようになり、週に何度か雪村に抱かれる日々が始まった。雪村との愛人関係は10年近く続き、ある時、雪村の紹介で真葛は弓彦と結婚する。冬のある日、真葛は祇園女御塚という石の塔の前で雪村と会い、近くにある長楽館に2人で入り、その後にホテルへ行く……。

### 第2話 滝口入道――滝口寺
夏のある日、斗貴子は、嵯峨野の滝口寺へ行き、新太郎と付き合っていた頃のことを思い返す。斗貴子は、新太郎と結婚する約束をするまでの関係になっていたが、新太郎が司法試験になかなか合格しないことなどから、彼の両親は、2人が付き合うのをやめさせた。斗貴子は滝口寺で偶然、新太郎を見かける。しかし、近づこうとする斗貴子に新太郎は「近づかないで」という。斗貴子を敬遠する理由を新太郎にきくと、「斗貴子に呆けているから司法試験に合格できないんだ」と両親に言われたからだという……。

### 第3話 想夫恋――清閑寺
秋のある日、琴香が実家からマンションに戻ると、机の上に離婚届が置いてあった。龍助にきくと、元教え子の女性と付き合っていて、今後もずっと彼女と一緒にいたいのだという。しかし、琴香は「離婚なんてできない」と考える。琴香は龍助と清閑寺へ向かい、そして清水寺へ行き、彼の愛人を見る。その後、琴香は、龍助に抱かれたいという衝動にかられ、車をホテルに向かわせる……。

### 第4話 萌えいづる――祇王寺
祇王寺の近くに住む陶子は、嵯峨野の鳥居本にある土産物屋で働いている。20代の頃は、男と2人で暮らしていたが、ある時、その男に捨てられ、今は1人で暮らしている。3年前、つぶらが陶子と総一郎の前に現れ、陶子は総一郎から手切れ金を渡された。その2年後、総一郎が亡くなったときく。ある日、つぶらが陶子の家に上がり込み、寝入ってしまう。そしてその夜、つぶらが陶子の布団に入ってくる……。

### 第5話 忘れな草――長楽寺
志奈子は、東山の下河原にある料亭でアルバイトをしている。麻友は、3歳のときに、マンションの階段から落ちて亡くなった。そして、志奈子は友彦と離婚する。しかし、その後も、志奈子は友彦と月に何度か会っていた。その日も、中華料理店で2人で食事をした後、平安神宮のそばにあるホテルに入った。友彦と別れた志奈子は、長楽寺へ行き、安徳天皇の遺品を眺める。そして部屋を見渡した志奈子は、机に並べられた雑記帳を見つける。それは、ここを訪れた人々がそれぞれの想いをつづる、〈忘れな草〉というノートだった。そして志奈子は、義母によるものと思われる書き込みを見つける……。

## 登場人物

### 第1話 そこびえ――祇園女御塚
真葛（まくず）
小柄で童顔の女性。専業主婦。31歳。
長井弓彦（ながい ゆみひこ）
真葛の夫。35歳。
雪村哲（ゆきむら てつ）
弓彦が勤める会社の社長。

### 第2話 滝口入道――滝口寺
斗貴子（ときこ）
京都に住む女性。
斉藤新太郎（さいとう しんたろう）
斗貴子の元恋人。

### 第3話 想夫恋――清閑寺
琴香（ことか）
京都駅近くのマンションに住む女性。
龍助（りゅうすけ）
琴香の夫。予備校の講師。
由実（ゆみ）
琴香の同級生。
棚本（たなもと）
由実の夫。
萌（もえ）
琴香の大学時代のサークル仲間。
坂野（さかの）
萌の夫。

### 第4話 萌えいづる――祇王寺
陶子（とうこ）
京都に住む女性。総一郎の元愛人。33歳。
清良総一郎（きよら そういちろう）
七条に本店を置く仏具屋の主人。
円（つぶら）
女性。

### 第5話 忘れな草――長楽寺
志奈子（しなこ）
京都に住む女性。33歳。
麻友（まゆ）
志奈子の娘。
友彦
志奈子の元夫。
佐代里（さより）
志奈子の義母。

## 収録作品
| タイトル             | 初出                               |
| -------------------- | ---------------------------------- |
| 序                   | 書き下ろし                         |
| そこびえ――祇園女御塚 | 書き下ろし                         |
| 滝口入道――滝口寺     | 書き下ろし                         |
| 想夫恋――清閑寺       | 書き下ろし                         |
| 萌えいづる――祇王寺   | 『月刊ジェイ・ノベル』2011年12月号 |
| 忘れな草――長楽寺     | 書き下ろし                         |